# Cromwell Gorge

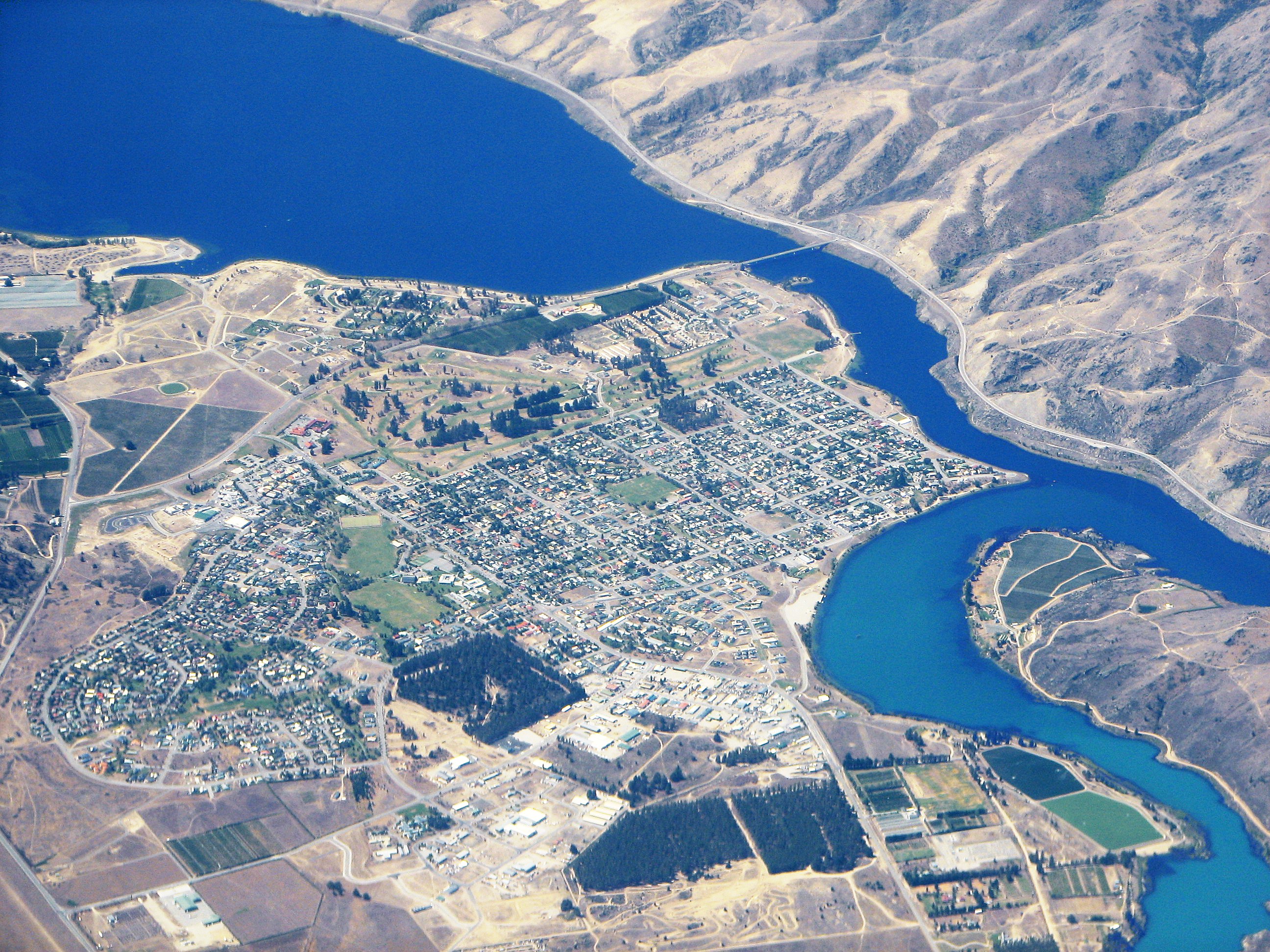
Beginn der Schlucht bei Cromwell, 2006

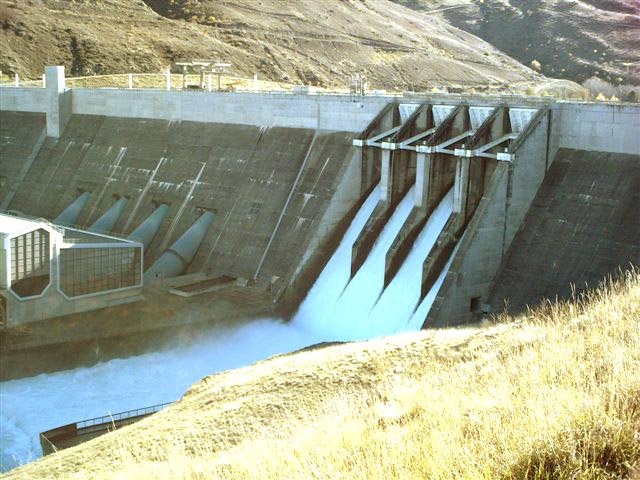
Clyde Dam, 2010

Die Cromwell Gorge ist eine tiefe Schlucht des Clutha River/Mata-Au in der Region Otago auf der Südinsel von Neuseeland.
Sie verläuft in südlicher Richtung von der Stadt Cromwell über 20 km nach Alexandra.
Früher wurden im Gebiet der Schlucht Steinfrüchte angebaut. Die Schlucht war eine wichtige Attraktion in den Anfängen der Entwicklung des neuseeländischen Tourismus. Der größte Teil der Schlucht versank jedoch in den 1990er Jahren im Rahmen der Politik des „Think Big“ im Lake Dunstan, der hinter dem Clyde Dam aufgestaut wurde. Dies führte zur Einstellung der Otago Central Railway hinter Clyde und der Verlegung des State Highway 8 an das Ostufer der Schlucht.